# E.ON Stiftung
Die E.ON Stiftung gGmbH (Eigenbezeichnung E.ON Stiftung) ist eine gemeinnützige GmbH der E.ON SE, welche Projekte fördert, die sich inzwischen nach eigenen Angaben vornehmlich mit der Energiewende beschäftigen. So beteiligt sich die Gesellschaft an der Erstellung eines „sozialen Nachhaltigkeitsbarometers der Energiewende“.

## Geschichte
Die Gesellschaft wurde als RWE Jugendstiftung gGmbH zur Förderung beruflicher Qualifikation 1998 anlässlich des 100-jährigen Jubiläums der RWE AG gegründet und mehrfach umbenannt. Mit der Restrukturierung der Konzerne RWE und E.ON ging die Gesellschaft in den Besitz von E.ON über.

## Finanzen
Die jährlichen Ausgaben der gGmbH betragen circa 3 Mio. Euro.
Auf die Kritik, dies sei für Deutschlands größten Energiekonzern mit einem Umsatz von 77,4 Mrd. Euro im Jahr 2021 eine vergleichsweise niedrige Summe, die eher wie Marketing als tatsächlicher Gemeinnutz anmute, entgegnete Geschäftsführer Muschick im WAZ-Interview, jede Stiftung habe ihre eigene Konzeption. Und weiter: „Ja, wir sind eine Unternehmensstiftung (...) Wir haben eine gewisse Beinfreiheit, aber selbstverständlich orientieren wir uns an den Zielen, die unser Unternehmen verfolgt. Es wäre doch seltsam, wenn wir dazu auf Distanz wären.“

## Aktivitäten
Seit 2010 vergibt die Stiftung mit dem Programm Visit Stipendien an Künstler. Die Fördersumme betrug im Jahr 2021 20.000 Euro. Das Programm fand in Partnerschaft mit der Akademie der Künste und dem E-Werk Luckenwalde statt.
Gemeinsam mit der 100prozent erneuerbar stiftung und dem IASS wird das „Soziale Nachhaltigkeitsbarometer der Energiewende“ erarbeitet, eine seit 2017 jährlich veröffentlichte Studie zu den Einstellungen, Erfahrungen und Präferenzen der Bürger in Deutschland bezüglich der Energiewende.